# Атонізм

Атон

Атонізм (також відомий як культ Атона) — культ одного бога, введений фараоном XVIII династії Аменхотепом IV Ехнатоном (див. «Монотеїзм»). Культ Атона з'явився в 14 столітті до н. е. і був державною релігією Стародавнього Єгипту протягом 20 років. Згодом жерці Єгипту знищили практично всі наявні відомості про цей культ. Це був перший досвід монотеїзму в стародавній історії світу.

## Історія появи Атона

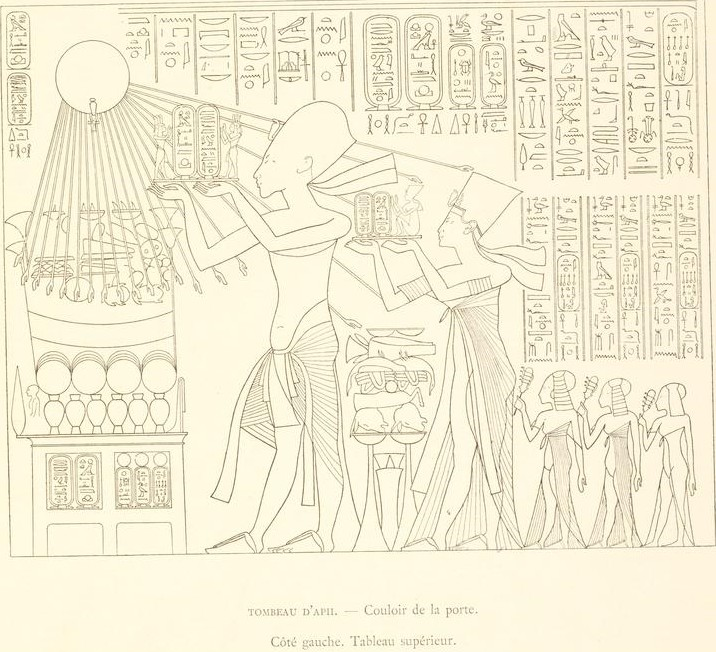
Ехнатон з дружиною Нефертіті та їх дітьми роблять підношення Атону.

Перші згадки про бога Атон відносяться до часів XII династії в давньоєгипетському оповіданні «Сказання Сінуха». За часів Середнього царства, Атон «в образі сонячного диска» був одним із втілень бога сонця Ра. До настання часів атонізма про Атона було мало чого відомо. Хоча перші ознаки збільшення впливовості Атона з'явилися ще при фараоні Аменхотепі III (він називав свій човен «Душа Атона»), все ж Ехнатон був першим фараоном, який зробив релігійну революцію і ряд дій, які привели до офіційного становленню культу Атона і введенню монотеїзму в Єгипті.
До правління Ехнатона, багато фараонів вибирали для себе одного бога як покровителя царства, який також був і вищим богом, але в той же час продовжували поклонятися іншим богам, без найменшої спроби усунення останніх. Така картина спостерігалася в усі часи протягом всієї історії Єгипту. За часів Тутмоса IV сталося відокремлення бога сонця, а в період правління Аменхотепа III був встановлений окремий культ Атона. На сьогодні не існує прямих доказів того, що Аменхотеп III міг знехтувати іншими богами, обособлюючи Атона в ранг виняткового божества.

## Атоністична революція
Культ Атона був введений Аменхотепом IV на п'ятому році його правління (1348–1346 рік до н. е.) і статус Атона піднісся до рівня вищого божества, проте після цього все ще тривало поклоніння традиційним богам. Ім'я Атона стали укладати в картуш разом з ім'ям фараона, це було одним з нововведень. Ця релігійна реформа збіглася з часом святкування Хеб-Сед, це свого роду королівський ювілей, призначений для посилення божественної сили фараона. Традиційно цей ювілей святкується на тридцятому році правління фараона, цілком можливо, що це свято було в честь Аменхотепа III батька Ехнатона. Деякі єгиптологи вважають, що Ехнатону в цей час було від двох до дванадцяти років.

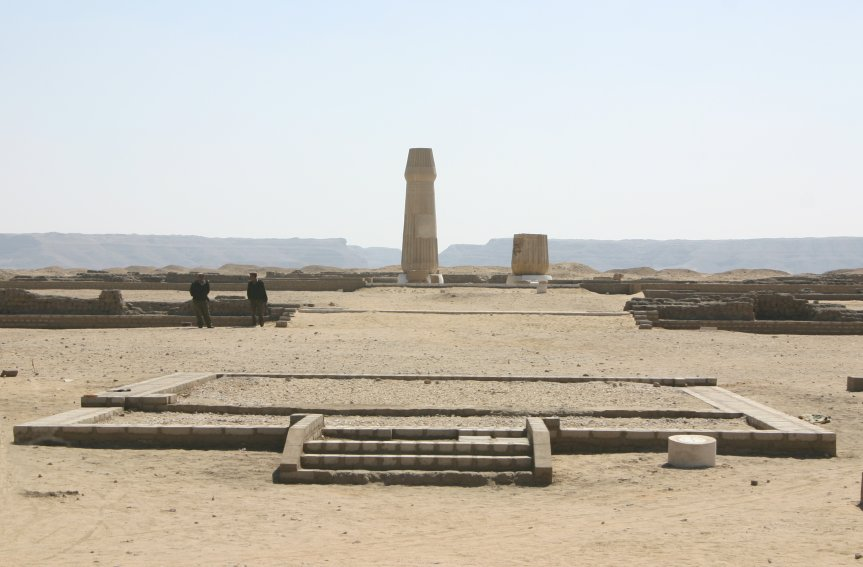
Руїни малого храму Атона в Амарні.

Вважається, що на п'ятому році царювання Ехнатон почав будівництво нової столиці під назвою Ахетатон (Горизонт Атона), який знаходився в поблизу поселення Амарна. Про це свідчить поява трьох стел, встановлених на кордоні нової столиці. В цей же час Аменхотеп IV офіційно змінив своє ім'я на Ехнатон (Бажаний Атону), що свідчило про перехід на новий культ. За версією археологів, ця подія відбулася приблизно другого січня цього ж року. На сьомому році правління (1346–1344 рік до н. е.) столиця була остаточно перенесена з Фів в Ахетатон, хоча будівництво нової столиці, мабуть, тривало ще протягом двох років. Перенесенням королівського палацу Ехнатона з традиційного церемоніального центру спровокував небажані зміни в релігійній і політичній владі.

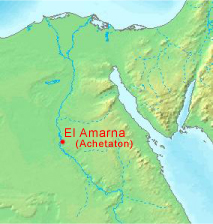
Місце розташування Амарни на карті.

Ця подія відокремило фараона і його царський двір від впливу жреців і традиційних центрів поклоніння, але в його указі був глибокий сенс, який вказує на зв'язок зі зміною імені. Цілком можливо, що переїзд в Амарну означав символічну смерть і одночасно відродження Ехнатона. Ця подія могла також збігтися зі смертю його батька у Фівах. На додаток до будівництва нової столиці, яка була побудована на честь Атона, Ехнатон також стежив за будівництвом деяких з найбільш масивних храмових комплексів Стародавнього Єгипту. До таких храмовим комплексам ставилися один з храмів в Карнаціі один храм у Фівах, поблизу від старого храму Амона.
На дев'ятому році правління (1344–1342 рік до н. е.) Ехнатон зміцнив культ Атона, оголосивши його не просто верховним богом, а єдиним універсальним божеством, і ввів заборону на поклоніння всім іншим богам і ідолам. Поклоніння ідолам і богам було заборонено на всій території Єгипетської держави, в тому числі й у власних будинках. Ехнатон звертався до Атону в таких молитвах як «Великий гімн Атону [Архівовано 20 лютого 2015 у Wayback Machine.]», в яких були наступні слова: «О Єдиний Бог, крім якого немає нікого». Прості єгиптяни повинні були поклонятися Ехнатону, так як тільки Ехнатон і Нефертіті могли поклонятися Атону.
Ехнатон скоїв церемоніальне знищення Амона, віддавши наказ зруйнувати його храм і храми всіх старих богів. Відтепер слово «боги» (у множині) було заборонено. Також були заборонені слова, схожі на імена богів, наприклад, такі як слово «мати», ієрогліфічний склад у якого був перероблений, так як воно звучало як ім'я богині Мут. Після дев'ятого року правління Ехнатона, ім'я Атона стали записувати інакше, щоб підкреслити релігійну прихильність нової влади.

## Зіставлення з традиційною релігією єгиптян

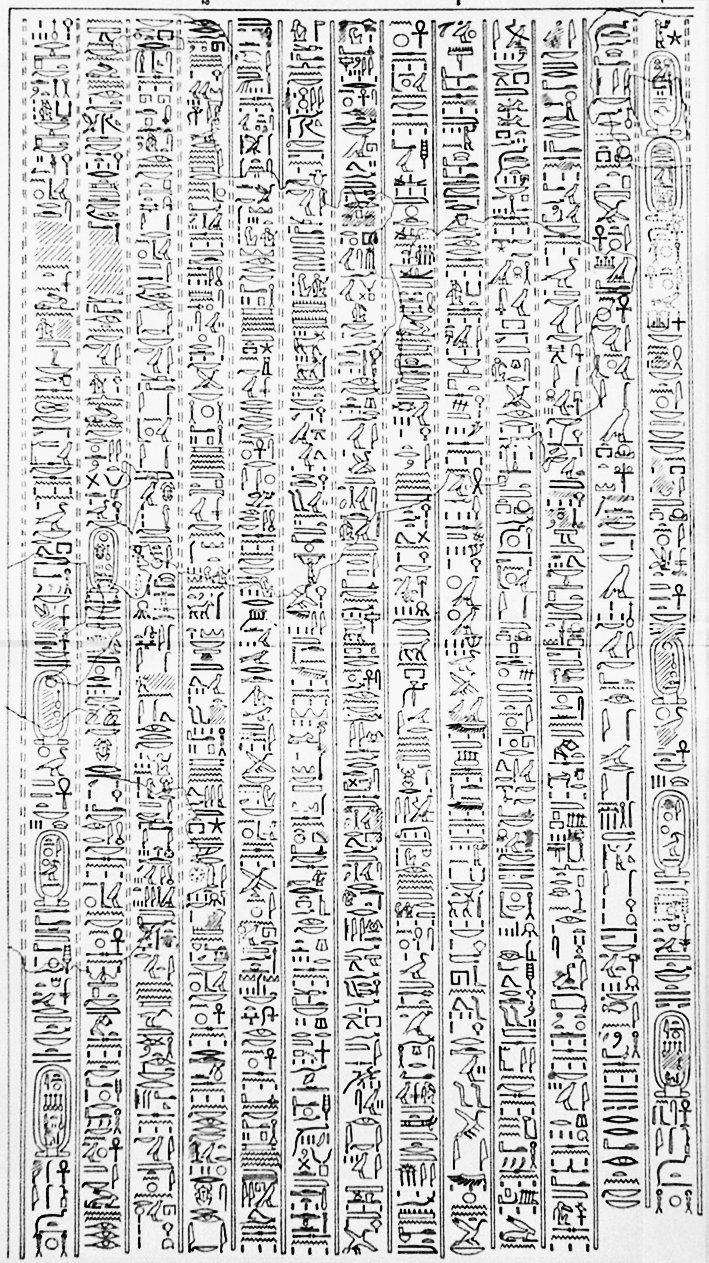
Великий гімн Атону Атону.

Проведена релігійна реформа Ехнатона проіснувала близько двадцяти років і в значній мірі витіснила вікові вірування і практики традиційної єгипетської релігії. Повалення піддалася релігійна ієрархія, очолювана жрецями Амона. Протягом п'ятнадцяти століть стародавні єгиптяни поклонялися сім'ям богів і богинь, кожна з яких мала свою складну систему жерців, храмів, святинь та обрядів. Головною особливістю цих культів було шанування зображень і статуй богів, яким поклонялися в потаємних приміщеннях храмів.
На вершині цієї релігійної ієрархії був фараон, який був одночасно царем і живим богом, і управління єгипетським царством, таким чином було нерозривно пов'язано з ним. Проте влада була значною мірою схильна до впливу з боку жерців. Реформи Ехнатона урізали філософські та економічні засади влади жерців. З відміною культів всіх інших богів, був завданий удар по крупному і дохідному бізнесу, який тримався на жертвування і подношениях з боку простих людей і повністю контролювався з боку жерців.
У той же час, це підсилило роль і велич самого фараона. Єгиптолог Домінік Монтсеррат, проаналізувавши різні варіанти гімнів Атону, стверджував, що всі версії гімнів зосереджені на фараоні. Також він припустив, що в діючих нововведеннях були переглянутими відносини бога і царя на користь Ехнатона. Єгиптолог Джон Бейнс стверджує, що «релігія Амарни була релігією бога і фараона, або навіть фараона, а потім бога».

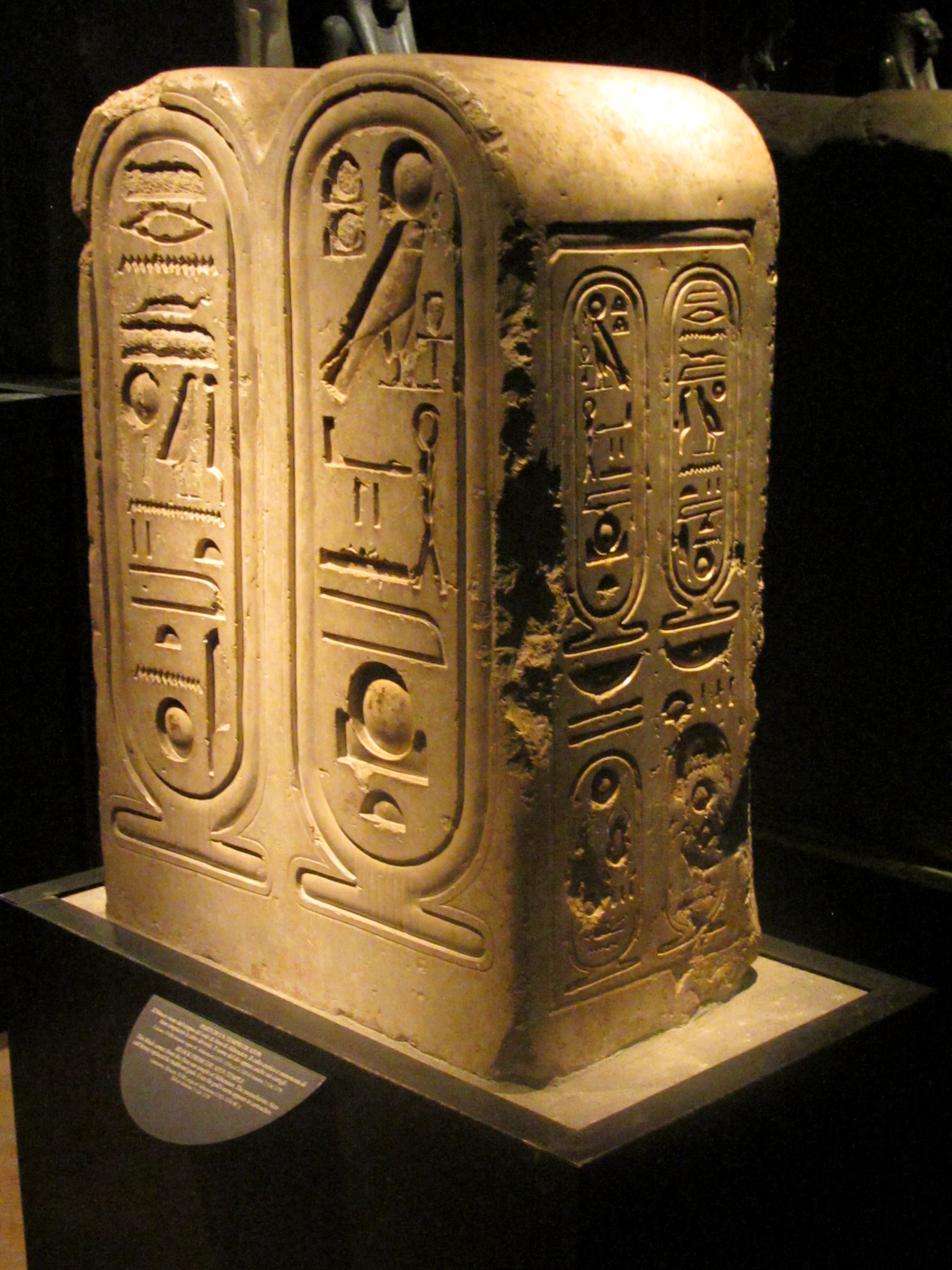
Ра-Гор. Єгипетський музей (Турин)

Спочатку Ехнатон представив Атона народу як варіант всім знайомого верховного божества Амона-Ра (що з'явився в результаті піднесення культу Амона, якого потім об'єднали з богом сонця Ра), тим самим намагаючись закласти враження про нього як про бога, що має прямий зв'язок з традиційною релігією. Атон було ім'ям, даним сонячному диску, в той час як титулом Ехнатона був «Ра-Гор, що радується горизонту», а його ім'я було світлом сонячного диска. Цей титул бога, з'явився на численних стелах, які вказували на межі нової столиці Ахетатона.
Однак на дев'ятому році свого правління Ехнатон оголосив про другу версію своєї нової релігії, проголосивши Атона не просто верховним богом, а єдиним богом, і оголосивши, що тільки він міг бути єдиним посередником між Атоном і простими людьми. Ехнатон скоїв церемоніальне знищення Амона і наказав стерти його зображення зі всіх храмів Єгипту. Ключовими особливостями атонізма є: заборона на поклоніння ідолам і інших зображень Атона, за винятком офіційного зображення сонячного диска з променями, в якому промені (зазвичай закінчувалися кистями рук) по всій видимості, являють собою «невидимий дух» Атона. Були побудовані нові храми, в яких Атону поклонялися на відкритому сонячному світлі, а не в темних приміщеннях колишніх храмів, в яких раніше поклонялися старим богам.
Поклоніння ідолам у власних будинках було заборонено, як правило вони були замінені еквівалентами, представленими сім'єю Ехнатона. Від фараона звичайні люди отримали анх (дихання життя). Раптові зміни на дев'ятому році правління можуть бути пояснені спробою Ехнатона розвіяти помилки, що закріпилися серед простих людей про те, що Атон був таким же богом сонця, як і Ра. До подібних змін належать і запис імені Атона замість використання зображення сонячного диска з променями. Ця ідея була посилена і Атон був представлений як універсальний дух, присутній всюди, а не фізична істота або предмет.
На ранній стадії розвитку атонізм постає як свого роду генотеїзм, що зустрічається в єгипетській релігії, але пізніша його форма схожа на монотеїзм.

## Амарнське мистецтво

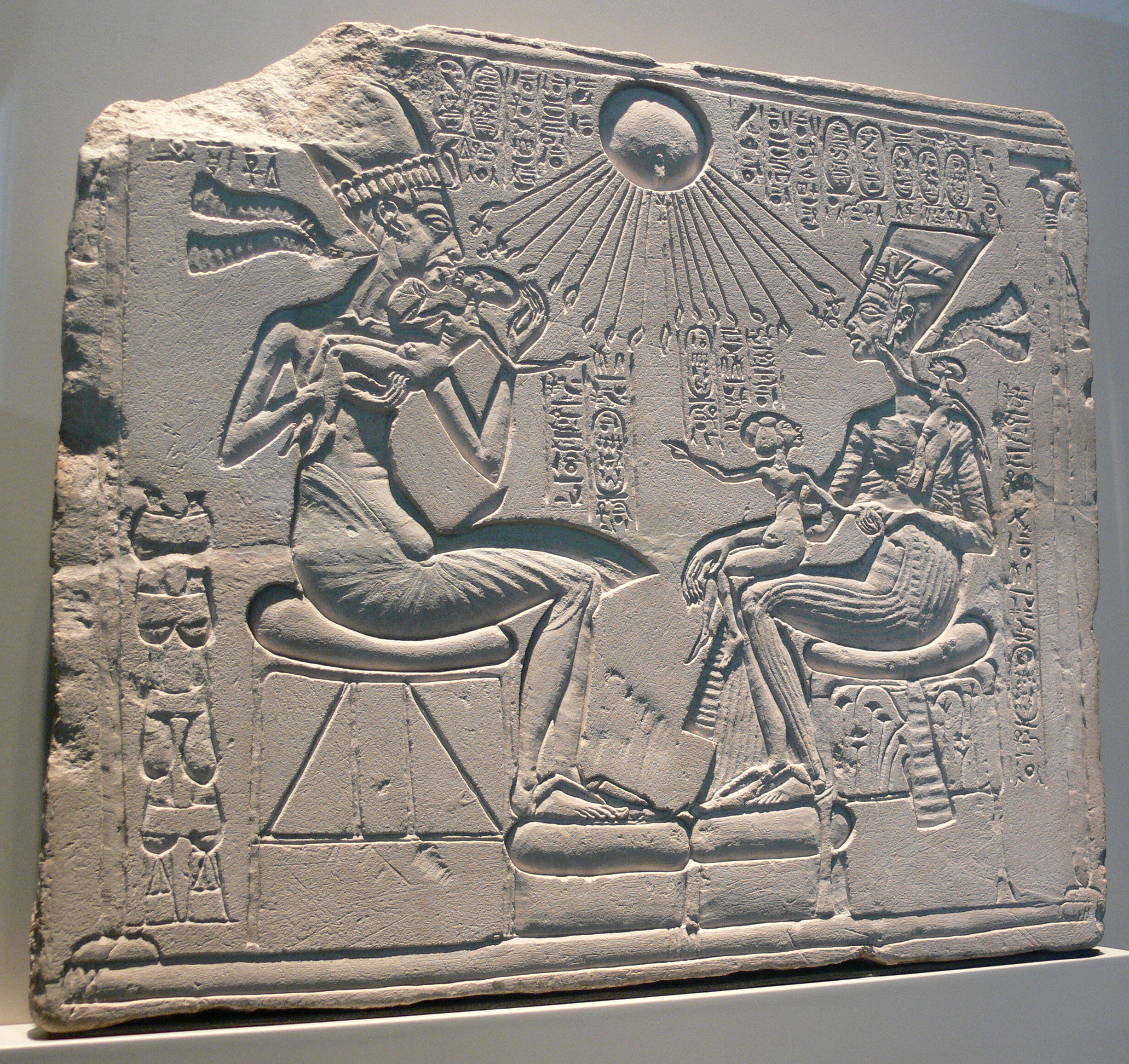
Ехнатон і Нефертіті з дітьми.

Стилі мистецтва, які процвітали протягом цього короткого періоду часу, помітно відрізняються від традиційного давньоєгипетського мистецтва. У цей період людей зображували з видовженими головами, природно виступаючими животами та іншими недосконалостями тіла. Підкреслювалися не тільки краса, а й недоліки Нефертіті. Примітно те, що вперше в історії єгипетського царського мистецтва, вся сім'я Ехнатона зображувалася в природній обстановці, в якій чітко видна прихильність членів сім'ї один до одного.

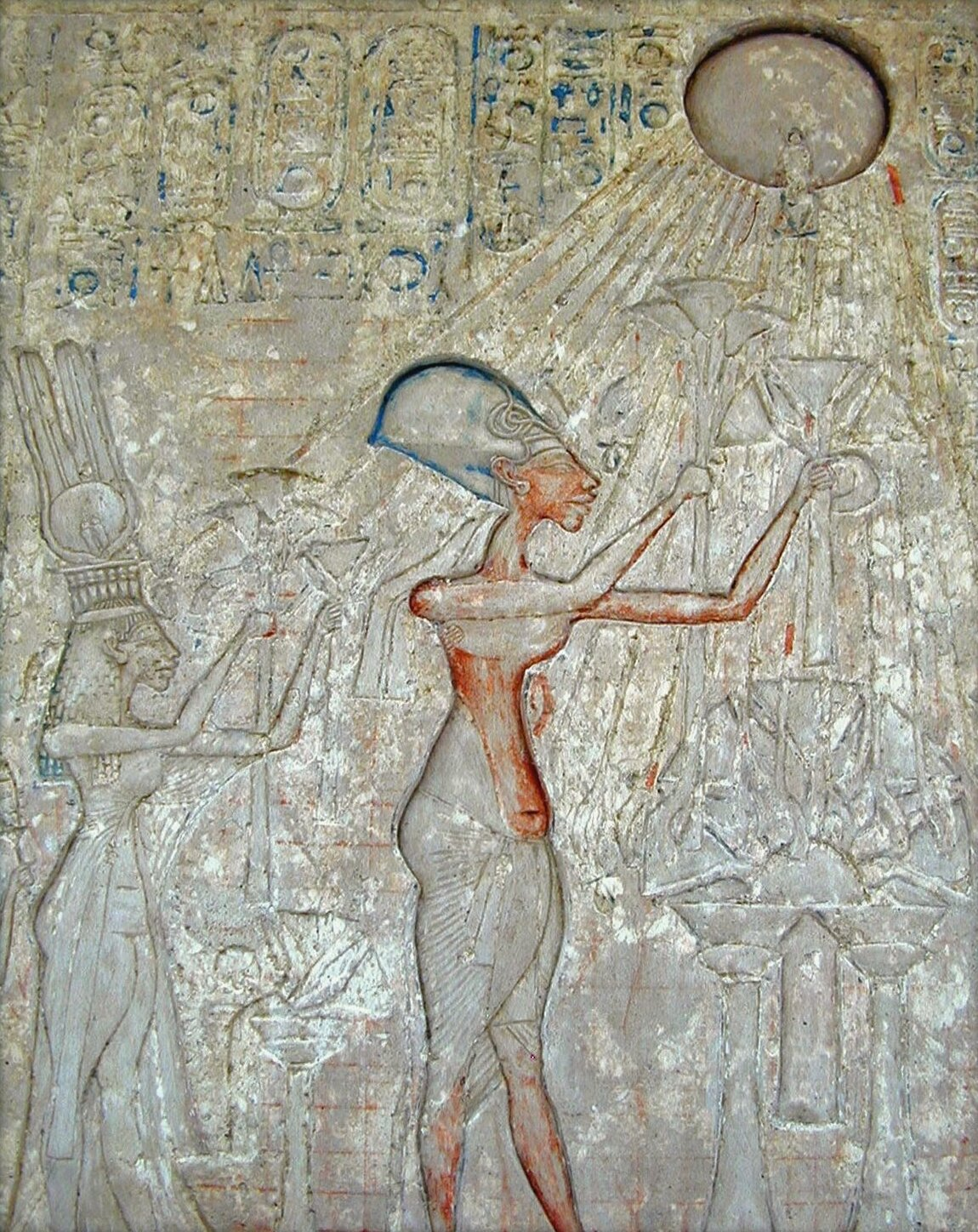
Ехнатон з Нефертіті і двома дочками роблять підношення Атону.

Ехнатона і Нефертіті зазвичай зображали в парі, з руками скерований до сонячного диска Атона. Незвичайним для мистецтва Нового царства було ще й те, що головна дружина фараона була зображена майже такого ж зросту як і сам фараон. Подібні подружні сцени прикрашали стіни Малого храму Атона в Амарні, з цього можна припустити, що Нефертіті на рівних з Ехнатоном брала участь у церемоніях підношення і поклоніння Атону.

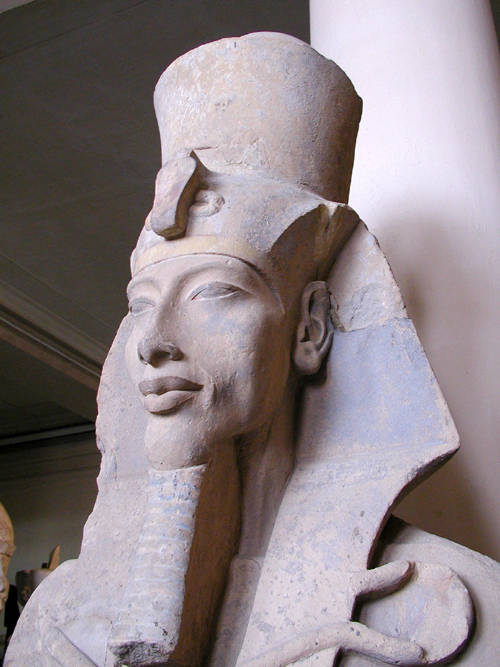
Статуя Ехнатона.

Природні зображення Ехнатона показували його як людину з жінкоподібною зовнішністю, з тонкими кінцівками, виступаючим вперед животом і широкими стегнами. Інші провідні фігури періоду Амарни, включаючи царську сім'ю, також зображені з подібними особливостями, що натякає про можливе релігійне значенне. Згідно з іншими припущеннями, природні зображення Ехнатона, на відміну від традиційного канонічного мистецтва, показують фараона як звичайну людину. Однак, згідно з деякими спірним теоріям, незвичне зображення фараона може бути і нерелігійним фактором. Відповідно до цієї теорії, Ехнатон насправді міг бути жінкою, замаскованою під чоловіка. Подібні випадки відбувалися раніше в історії Єгипту, подібним прикладом є цариця Хатшепсут. Єгиптолог Боб Брайер у своїй книзі «Вбивство Тутанхамона» висунув припущення, що царська сім'я страждала від синдрому Марфана, а люди які їм хворіють мають подовжені кінцівки, як у Ехнатона.

## Занепад атонізма

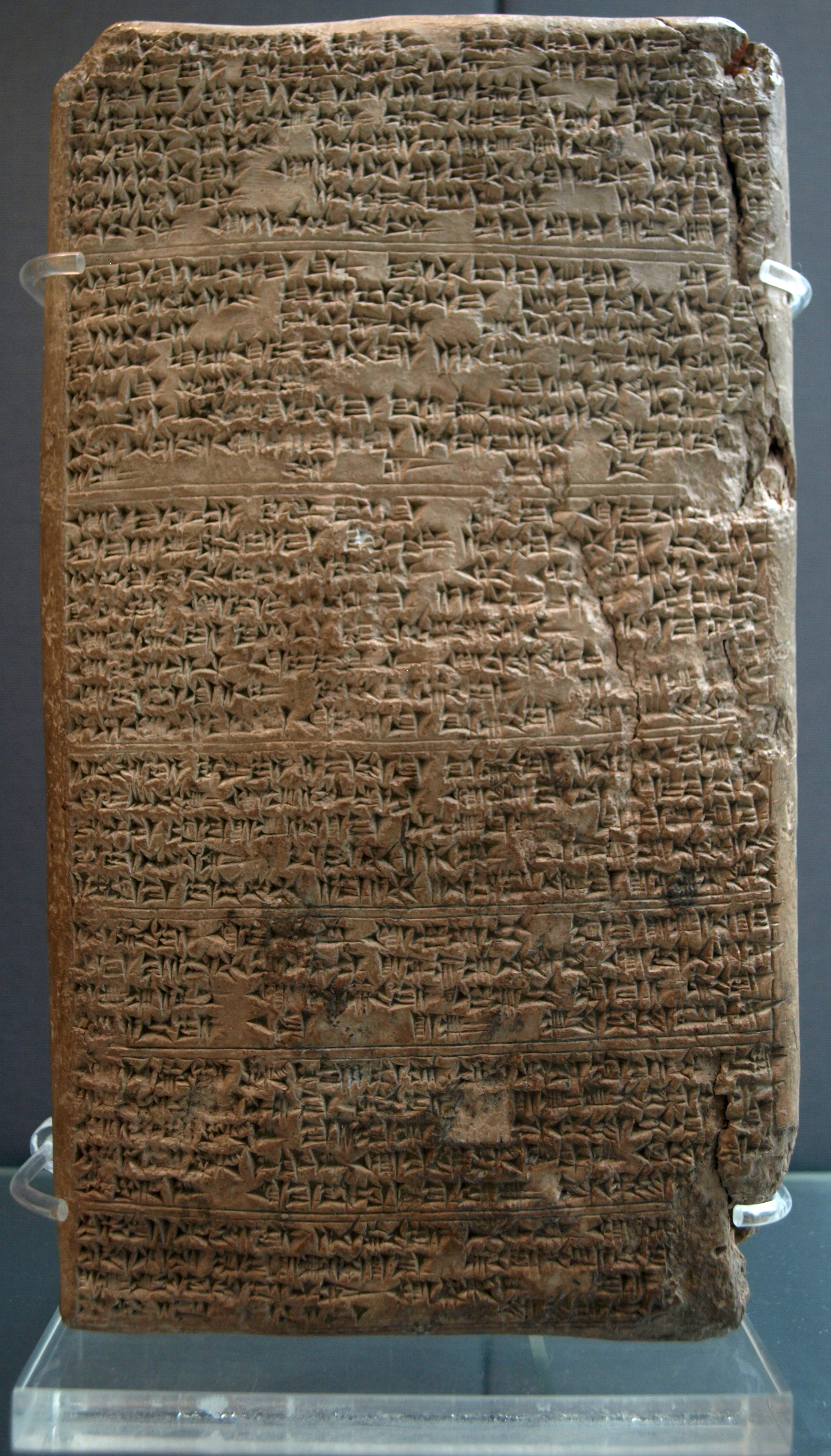
Одна із знайдених глиняних табличок Амарнського архіву. Британський музей.

Вирішальні дані про останні роки правління Ехнатона були отримані після відкриття так званого Амарнського архіву. Вважається, що він був викинутий після передачі папірусу, в якому містилися безцінні записи про схованку, записані на глиняних табличках. Листування велося між урядом Стародавнього Єгипту і його представниками в Ханаані і Амуррі в часи Нового Царства. У листуванні також йшлося про те, що Ехнатон був одержимий своєю новою релігією, і що його зневажливе ставлення до державних справ викликає масові хвилювання в Єгипті. Керуючі областями посилали листи з проханням про золото, а також скаржилися на образи і обман. Крім того, були виявлені повідомлення про чуму, що поширилася на Близькому Сходу. Вважається, що ця епідемія забрала життя головної дружини Ехнатона — Нефертіті і ще кількох із шести дочок, що, як вважається, сприяло зниженню інтересу з боку Ехнатона до ефективного управління країною.
Після смерті Ехнатона заснований ним культ Атона негайно потрапив під тиск з боку жерців Амона. Тутанхатон, що зійшов на трон у восьмирічному віці (під наглядом старіючого візира Ехнатона, регента Ейа), на третьому році правління (1348 або 1331 до н. Е.) змінив своє ім'я на Тутанхамон і покинув столицю Ахетатон, після чого місто занепало. Тутанхамон став маріонеткою, керованої жерцями Амона, що також, можливо, стало причиною зміни його імені. Жерці підвели Тутанхамона до нестабільного управлінню, змушуючи його приймати всілякі дії, спрямовані на знищення будь-якої згадки про атонізм і революції, що відбулася в Амарні. Храми, побудовані Ехнатоном (в тому числі храм у Фівах), були розібрані і використані як будівельні матеріали і прикраси для власних храмів. Написи з ім'ям Атона були стерті. На завершення імена Ехнатона, Сменхкара, Тутанхамона і Ейа були виключені з офіційного списку фараонів, а записи Аменхотепа III замінили на Хоремхеба.

## Атонізм в сучасній культурі
- Через можливий монотеїстичний характер атонізму різні дослідники пропонують версії, що зв'язують його з юдаїзмом.
- Психоаналітик Зигмунд Фрейд вважав, що Ехнатон міг бути піонером в монотеїстичних релігіях, а Мойсей цілком міг стати його послідовником. Про це Фрейд написав у своїй книзі «Ця людина Мойсей» (див. Також Осарсіф).
- Фінський письменник Міка Валтарі використав ідею Атона і атонізма в своєму знаменитому історичному романі «Сінуха, єгиптянин» (1945).